# Scatimina
Scatimina – podplemię chrząszczy z rodziny poświętnikowatych i podrodziny Scarabaeinae. Obejmuje 19 znanych rodzajów. W zapisie kopalnym znane jest od eocenu.

## Morfologia
Głowa zaopatrzona jest w czułki zbudowane z dziewięciu członów, zwieńczone buławką o całkowicie omszonym pierwszym członie. Nadustek jest wyraźnie zmodyfikowany. Jego przednia krawędź ma ząbki i pośrodkowe wykrojenie lub jedną z tych cech, jego spód zaopatrzony jest w wyrostek wentralny przekształcony w poprzeczną, niekiedy opatrzoną pośrodkowym guzkiem listewkę łączącą się pod kątem lub za pośrednictwem krótkiego, podłużnego żeberka z poprzeczną listewką ponadnadgębiową. Zewnętrzne kąty policzkowe są wyraźnie rozwarte. Warga dolna charakteryzuje się co najwyżej lekko na szczycie obrzeżoną i zaopatrzoną w środkowo-grzbietowe przedłużenie bródką, błoniastymi i grzbietowo osadzonymi na owym przedłużeniu języczkami oraz głaszczkami wargowymi o ostatnim, trzecim członie mniejszym i znacznie węższym niż przedostatni.
Przedplecze jest zwyczajnie sklepione, bez guzków czy bruzd na dysku, pozbawione również dołków. Pokrywy mają po dziewięć rzędów oraz odgraniczone od dysku wypukłością międzyrzędu dziewiątego, a od epipleurów rządkiem epipleuralnym pseudoepipleury. W przedniej części każdej hypomery leży głębokie wydrążenie, oddzielone od jej części tylnej poprzecznym żeberkiem. Poprzeczne bruzdy widnieją na przedzie śródpiersia oraz na przedzie zapiersia. Odnóża przedniej pary cechują się wykształconym dołkiem krętarzowo-udowym oraz golenią o ściętym pośrodkowo szczycie i prostej krawędzi wierzchołkowej przechodzącej w przedni brzeg zęba wierzchołkowego. Odnóża pary środkowej charakteryzują się biodrami ustawionymi niemal równolegle do długiej osi ciała oraz goleniami o ukośnie ściętym szczycie. Odnóża tylnej pary mają wierzchołek goleni położony w całości poniżej miejsca osadzenia stopy. Golenie środkowej i tylnej pary mają naprzemienne pod względem długości i grubości fimbria, dobrze zaznaczone podłużne żeberko zewnętrzne i podłużne żeberko grzbietowo-zewnętrzne oraz całkiem zanikłe lub obecne jedynie w formie szeregu szczecin żeberko brzuszno-zewnętrzne.
Odwłok odznacza się nieskróconym pośrodkowo szóstym z widocznych sternitów oraz wykształconą bruzdą nasadową na pygidium. Poprzeczny segment genitalny samca dysponuje okrągłą płytką środkową i parą prostokątnych płytek bocznych. Genitalia samca mają prawie symetryczne paramery oraz woreczek wewnętrzny o zredukowanym nasadowym łuku sklerytu okrężnego (lamella parietalis), tak że tworzony przezeń okrąg jest zatarty od jednej strony. Genitalia samicy mają wykształcone gonokoksyty oraz zbiornik nasienny o zaokrąglonej lub spiczastej podstawie i niezmodyfikowanym wierzchołku.

## Rozprzestrzenienie
Przedstawiciele podplemienia rozmieszczeni są w prawie całej krainie neotropikalnej oraz na południowych skrajach krainy naearktycznej, na północ docierając do Sonory.

## Taksonomia
Takson ten wprowadzony został w 2008 roku przez Fernanda Z. Vaz-de-Mello na łamach „Zootaxa”. Zalicza się do niego 19 rodzajów:
- Besourenga Vaz-de-Mello, 2008
- Bradypodidium Vaz-de-Mello, 2008
- Degallieridium Vaz-de-Mello, 2008
- Eutrichillum Martinez, 1968
- Feeridium Vaz-de-Mello, 2008
- Genieridium Vaz-de-Mello, 2008
- †Lobateuchus Montreuil, Génier & Nel, 2010
- Leotrichillum Vaz-de-Mello, 2008
- Martinezidium Vaz-de-Mello, 2008
- Nunoidium Vaz-de-Mello, 2008
- Onoreidium Vaz-de-Mello, 2008
- Pedaridium Harold, 1868
- Pereiraidium Vaz-de-Mello, 2008
- Scatimus Erichson, 1847
- Scatrichus Genier & Kohlmann, 2003
- Silvinha Vaz-de-Mello, 2008
- Trichillidium Vaz-de-Mello, 2008
- Trichillum Harold, 1868